# Effetto valanga (elettronica)
L'effetto valanga o breakdown a valanga è un processo di moltiplicazione della corrente elettrica che conduce allo scorrimento di correnti di elevate intensità in materiali altrimenti buoni isolanti.
Esso insorge in presenza di campi elettrici molto intensi, che possono derivare dalla presenza di un'elevata differenza di potenziale (come nei sistemi per la trasmissione di energia elettrica), oppure da una tensione moderata, ma imposta su una distanza molto corta (come nei dispositivi a semiconduttori).

## Il processo
Il fenomeno si manifesta in solidi, liquidi o gas, isolanti o semiconduttori, quando ad essi è applicato un campo elettrico sufficientemente intenso da accelerare gli elettroni liberi presenti nel materiale ad una velocità tale che successivi urti con gli atomi del materiale stesso conducono alla formazione di altri elettroni liberi: il numero degli elettroni liberi (i trasportatori della carica) in questo modo viene incrementato rapidamente.
L'intensità del campo elettrico necessaria ad ottenere il breakdown a valanga varia grandemente tra materiali differenti: in aria tipicamente sono sufficienti 3 MV/m, mentre per un buon isolante come i materiali ceramici, è necessario raggiungere intensità di 40 MV/m o superiori.
Quando il breakdown a valanga ha inizio, gli elettroni liberi sono accelerati dal campo elettrico a velocità molto elevate. Durante la loro corsa nel materiale urtano continuamente contro gli atomi. Se il campo elettrico non è sufficientemente intenso, la velocità degli elettroni non è sufficiente a mantenere il breakdown a valanga, negli urti gli elettroni sono riassorbiti dagli atomi ed il processo cessa; se invece la velocità è sufficientemente elevata, gli urti strappano altri elettroni agli atomi del materiale (questo processo è chiamato ionizzazione da impatto): sia gli elettroni liberi originali, sia quelli appena liberati, vengono nuovamente accelerati dal campo elettrico e in urti successivi producono altri elettroni liberi.
Una volta che è stata ottenuta l'intensità del campo opportuna, quindi, un singolo elettrone libero è sufficiente ad avviare il processo e poiché a temperatura ambiente anche nei migliori isolanti sono presenti elettroni liberi, una volta raggiunte le condizioni d'innesco il processo avrà sempre luogo.
Mentre il processo continua, dunque, il numero di elettroni liberi nel materiale aumenta esponenzialmente, raggiungendo valori di picco in pochi picosecondi: di conseguenza si ottengono intensità di corrente molto elevate, limitate soltanto dal circuito esterno.
Quando gli elettroni raggiungono l'anodo, il processo si interrompe, a meno che non siano state prodotte anche delle lacune.

## Applicazioni
Se l'intensità di corrente non è limitata dall'esterno, il processo porta normalmente alla distruzione del dispositivo in cui ha luogo.
Quando invece la corrente è limitata dall'esterno, il breakdown a valanga può essere sfruttato con successo.
Il fenomeno viene utilizzato in dispositivi a semiconduttori come il diodo a valanga, il fotodiodo a valanga, il transistor a valanga ed i tubi a gas.
Nei dispositivi che utilizzano l'effetto valanga, l'intensità del campo elettrico è mantenuta subito sotto la soglia d'innesco: sebbene essa possa variare in funzione dei dettagli del dispositivo,
solitamente sono utilizzati campi elettrici di intensità compresa tra 20 e 40 MV/m.
In alcuni di quei dispositivi, ad esempio, il fenomeno è utilizzato per incrementare l'intensità della corrente altrimenti insignificante e ottenere un guadagno maggiore.
Inoltre, la rapidità del processo permette risposte pronte del sistema.

### Semiconduttori a stato solido
Il breakdown a valanga insorge in una giunzione p-n quando si raggiungono determinati valori di tensione negativa, ovvero quando la giunzione è sottoposta a polarizzazione inversa. Il fenomeno comporta l'aumento repentino della corrente che scorre a tensione sostanzialmente costante.
Questo fenomeno insorge in particolari condizioni: la giunzione deve avere una regione di svuotamento (W) abbastanza larga, cioè i drogaggi delle regioni neutre non devono essere molto elevati. L'effetto a valanga fa sì che un portatore generato all'inizio della regione di svuotamento, essendo soggetto ad accelerazione elevata, dia luogo alla formazione di coppie elettrone-lacuna in seguito agli urti del portatore stesso con gli atomi del reticolo cristallino. Questo fenomeno si itera molto velocemente provocando un effetto cumulativo detto, appunto, a valanga.
È possibile definire un fattore di moltiplicazione per valanga M tale che:
{\displaystyle I_{n}=M_{n}I_{n0}}
dove {\displaystyle I_{n}} è la corrente prodotta dagli elettroni, M è il fattore valanga e {\displaystyle I_{n0}} è la corrente associata ad un singolo elettrone. Questo fenomeno si verifica sia per gli elettroni che per le lacune. La corrente complessiva {\displaystyle I_{n}+I_{P}} a regime risulta costante.